# L. Blaine Hammond
Lloyd Blaine Hammond Jr., född 16 januari 1952 i Savannah, Georgia, är en amerikansk astronaut uttagen i astronautgrupp 10 den 23 maj 1984

## Rymdfärder
- STS-39
- STS-64